# Rue de l'Hôtel-de-Ville (Nantes)
Pour les articles homonymes, voir Rue de l'Hôtel-de-Ville.
La rue de l'Hôtel-de-Ville est une rue du centre-ville de Nantes, en France.

## Situation et accès
Située dans le centre-ville de Nantes, la rue de l'Hôtel-de-Ville débute place de l'Hôtel-de-Ville et se termine allée Duquesne.

## Origine du nom
La rue doit son nom à la présence de l'hôtel de ville de Nantes.

## Historique
À la fin du XVIIIe siècle, il est projeté de créer une rue permettant la communication de la rue de la Commune avec la rue Folard (actuelle rue Saint-Léonard).
Après la destruction des habitations qui jouxtaient l'édifice municipal, la rue de l'Hôtel-de-Ville, très courte, est alors créée,. Il s'agit du premier nom qu'elle ait porté. Elle est ensuite baptisée « rue Napoléon » (en hommage à l'empereur Napoléon III, alors en exercice) puis, le 2 mai 1878, le nom de « rue Adolphe-Thiers » (1797-1877), premier président de la Troisième République. Par la suite, l'appellation « rue de l'Hôtel-de-Ville » est reprise.
La décision de créer une voie directe entre la place Saint-Pierre et l'Erdre, en passant devant l'hôtel de ville, est prise en 1852. Plus tard, entre 1860 et 1867, à la suite de projets de percement et d'alignement de plusieurs axes dans la ville, la rue, prolongée, relie en ligne droite la place de l'Hôtel-de-Ville au « pont de l'hôtel de ville » permettant de franchir l'Erdre, pour aboutir à la place du Cirque,,,. Les travaux de comblements de la rivière dans les années 1920 donnent naissance au cours des 50-Otages.
Depuis l'automne 2012, une partie occidentale de l'artère, jusqu'au niveau la rue Saint-Léonard, (à l'instar des travaux effectués sur le cours des 50-Otages) est devenue une « zone à trafic limité », où seuls les cyclistes, les bus, les véhicules en intervention et ceux des riverains, commerçants, livreurs, etc. sont autorisés à circuler.

## Bâtiments remarquables et lieux de mémoire
La voie est bordée, au no 2, par l'hôtel de ville (hôtel de Derval), qui donne sur la rue par une grille en fer forgé installée en 1962.